# (1130) Skuld
(1130) Skuld ist ein Asteroid des inneren Hauptgürtels, der am 2. September 1929 vom deutschen Astronomen Karl Wilhelm Reinmuth an der Landessternwarte Heidelberg-Königstuhl bei einer Helligkeit von 12,6 mag entdeckt wurde. Nachträglich konnte der Asteroid bereits auf Aufnahmen nachgewiesen werden, die am 11. November 1906 am selben Ort, nur fünf Tage danach an der Universitätssternwarte Wien sowie im Dezember 1906 und im März 1928 ebenfalls in Heidelberg gemacht worden waren. Am 12. September 1929 erfolgte noch eine unabhängige Entdeckung durch Arnold Schwassmann und Arthur Arno Wachmann an der Hamburger Sternwarte in Bergedorf.
Der Asteroid wurde benannt nach einer der drei Nornen in der nordischen Mythologie. Skuld steht für die Zukunft. Die beiden anderen Nornen waren bereits bei der Benennung von (167) Urda und (621) Werdandi berücksichtigt worden.
Aufgrund ihrer Bahneigenschaften wird (1130) Skuld zur Flora-Familie gezählt.

## Wissenschaftliche Auswertung
Eine Auswertung von Beobachtungen durch das Projekt NEOWISE im nahen Infrarot führte 2011 zu vorläufigen Werten für den Durchmesser und die Albedo im sichtbaren Bereich von 11,0 km bzw. 0,20. Nachdem die Werte nach neuen Messungen mit NEOWISE 2012 auf 9,6 km bzw. 0,30 geändert worden waren, wurden sie 2014 auf 10,1 km bzw. 0,24 korrigiert.
Eine spektroskopische Untersuchung von 820 Asteroiden zwischen November 1996 und September 2001 am La-Silla-Observatorium in Chile ergab für (1130) Skuld eine taxonomische Klassifizierung als S- bzw. Sl-Typ.
Nachdem bei photometrischen Beobachtungen im Januar 2004 für (1130) Skuld erstmals eine Rotationsperiode von 4,750 h bestimmt worden war, erfolgten weitere Beobachtungen vom 21. bis 23. Oktober 2009 am Altimira Observatory in Kalifornien. Hier wurde aus der gemessenen Lichtkurve eine Rotationsperiode von 4,807 h bestimmt. Eine Auswertung weiterer Beobachtungen von 2004, 2006/2007, 2008, 2009 und 2011 an Observatorien in Borówiec in Polen, Pic du Midi in Frankreich und Roschen in Bulgarien bestätigte die früheren Messungen mit einer Rotationsperiode von 4,808 h.
Aus den archivierten photometrischen Daten des United States Naval Observatory (USNO) und der Catalina Sky Survey in Arizona wurde dann in einer Untersuchung von 2013 erstmals ein dreidimensionales Gestaltmodell des Asteroiden für zwei alternative Positionen der Rotationsachse mit prograder Rotation und eine Rotationsperiode von 4,80764 h bestimmt.
Neue photometrische Messungen fanden statt vom 27. Oktober bis 3. November 2019 am Deep Sky West Observatory in New Mexico. Die Auswertung ergab eine Rotationsperiode von 4,808 h. In einer Untersuchung von 2024 konnten aus archivierten Daten erneut zwei alternative Rotationsachsen für prograde Rotation sowie eine Rotationsperiode von 4,8076 h bestimmt werden.
Aus archivierten Daten des Asteroid Terrestrial-impact Last Alert System (ATLAS) aus dem Zeitraum 2015 bis 2018 konnte in einer Untersuchung von 2022 mit der Methode der konvexen Inversion eine Rotationsperiode von 4,80765 h bestimmt werden. Im Jahr 2023 wurde aus photometrischen Messungen von Gaia DR3 erneut ein dreidimensionales Gestaltmodell des Asteroiden für eine Rotationsachse mit prograder Rotation und einer Periode von 4,80765 h berechnet.

## Asteroidenpaar
(1130) Skuld bildet mit dem Asteroiden (703) Noëmi ein quasi-complanares Asteroidenpaar. Sie besitzen sehr ähnliche Bahnelemente und bewegen sich nahezu in der gleichen Bahnebene, allerdings sind ihre Apsidenlinien deutlich gegeneinander verdreht. (763) Noëmi besitzt eine etwas kürzere Umlaufzeit um die Sonne als (1130) Skuld, so dass sie diese etwa alle 89 Jahre überholt. Für einen Zeitraum von etwa neun Jahren führen die beiden Asteroiden dann als Quasisatelliten eine Pendelbewegung umeinander aus, allerdings ohne gravitativ aneinander gebunden zu sein, bevor sie sich wieder voneinander entfernen. In den 1000 Jahren um die derzeitige Epoche herum kommen sich die beiden Körper zweimal näher als 1 Mio. km. Einmal geschah dies im März 1925 bis auf etwa 340.000 km und das andere Mal erfolgt im November 2112 bis auf etwa 690.000 km Abstand, jeweils bei einer Relativgeschwindigkeit von etwa 3,5 km/s.